# Edwin Tobler
Edwin Tobler (* 12. Mai 1922 in St. Gallen; † 14. März 2020 in Nürensdorf; heimatberechtigt in Teufen AR) war ein Schweizer Münzensammler und Numismatiker aus dem Kanton Appenzell Ausserrhoden.

## Leben
Edwin Tobler war ein Sohn von Johann Ulrich Tobler, kaufmännischer Angestellter und Buchhalter und Berta Hässig. Seine Eltern betrieben in St. Gallen ein kleines Delikatessengeschäft. Er wuchs in Herisau auf, wo er eine Lehre als Bäcker und Konditor abschloss. Um etwas von der Welt zu sehen, ging er für einige Jahre als Konditor nach Schweden, wo er begann, sich für Münzen zu interessieren. Nach seiner Rückkehr arbeitete Tobler als Beamter der Verkehrsbetriebe Zürich, zunächst als Tramkondukteur, später als Abrechner und Rechnungsführer.
Trotz eines nur durchschnittlichen Einkommens gelang es Tobler, eine beachtliche Münzsammlung von hohem wissenschaftlichen Wert aufzubauen. Er konzentrierte sich auf die bis dahin von Sammlern eher vernachlässigten Kleinmünzen und konnte durch sein überragendes Wissen grosse Seltenheiten für seine Sammlung erwerben. Teile seiner bedeutenden Privatsammlung sind heute in verschiedenen Museen, so seine Schaffhauser Münzen in der Münzsammlung des Museum zu Allerheiligen in Schaffhausen. Tobler galt unter Fachleuten als bester Kenner der schweizerischen Kleinmünzenprägung, vielleicht sogar der schweizerischen Münzprägung der Neuzeit überhaupt. Für seine Verdienste erhielt er 1982 den Otto-Paul-Wenger-Preis des Verbandes der Schweizerischen Berufsnumismatiker.
Er publizierte zahlreiche grundlegende Aufsätze und Bücher zur Münzprägung der Schweiz vom 15. bis ins 20. Jahrhundert.
Tobler war verheiratet, hatte eine Tochter und wohnte zuletzt im Zürcher Unterland. Er verstarb im März 2020 im Alter von 97 Jahren.

## Publikationen
Zürcher Numismatiker ermunterten Edwin Tobler in den 1960er Jahren, seine Kenntnisse zu Papier zu bringen. Seit damals sind eine Reihe der grundlegenden Werke zur Schweizerischen Numismatik von ihm verfasst worden. Eine Zusammenstellung bis zum Jahr 1992 findet sich in den Schweizer Münzblättern 167 (August 1992), S. 106–109.
Besonders hervorzuheben sind
- mit Jean-Paul Divo: Die Münzen der Schweiz im 19. und 20. Jahrhundert. (Zürich/Luzern 1967, 2. Auflage 1969).
- mit Jean-Paul Divo: Die Münzen der Schweiz im 18. Jahrhundert. (Zürich 1974).
- Heilige auf Schweizer Münzen. (Bern 1974).
- mit Jean-Paul Divo: Die Münzen der Schweiz im 17. Jahrhundert. (Zürich 1987).
- mit Benedikt Zäch und Samuel Nussbaum: Die Münzprägung der Stadt St. Gallen, 1407–1797. (St. Gallen 2008).